# Batawanas
Les Batawanas (ou BaTawana ou Tawanas) sont une population d'Afrique australe vivant principalement au Botswana. C'est l'un des sous-groupes des Tswanas.

## Histoire
Jusqu'à la fin du XIXe siècle les Batawanas faisaient partie des Ngwatos, un sous-groupe des Tswanas. À la suite d'un conflit avec les Ngwatos, ils émigrèrent au Ngamiland où ils soumirent plusieurs peuples, tels que les Bayeis, les Mbukushus les Bakgalagadis et les San.
Vers les années 1920 ils font figure d'excellents éleveurs de bétail, mais leurs troupeaux sont décimés par la mouche tsé-tsé quelques années plus tard. Depuis la Seconde Guerre mondiale de nombreux Batawanas sont partis travailler dans les mines ou le commerce.

## Langue
Ils parlent le tawana, un dialecte local du tswana, une langue bantoue.